# Antanetibe
Antanetibe é uma comuna de Madagascar, pertencente ao distrito de Ambohidratrimo, na região de Analamanga. Sua população, segundo o censo de 2001, era de 6 082 habitantes.